# Schmiedehausen
Schmiedehausen é um município da Alemanha, situado no distrito de Weimarer Land, no estado da Turíngia. Tem 10,37 km² de área, e sua população em 2019 foi estimada em 364 habitantes.